# Distretto di Sour El Ghozlane
Il distretto di Sour El Ghozlane è un distretto della provincia di Bouira, in Algeria, con capoluogo Sour El Ghozlane.